# 宮崎県立西都商業高等学校
宮崎県立西都商業高等学校（みやざきけんりつさいとしょうぎょうこうとうがっこう）とは、宮崎県西都市に所在した公立の商業高等学校。

## 概要
1963年（昭和38年）4月1日に宮崎県立妻高等学校から商業科が分離独立し新設された。2018年（平成30年）4月に妻高校と再び統合し新たな妻高校が新設され、2020年（令和2年）3月末をもって閉校となり57年の歴史に幕を下した。

## 設置学科
- 商業科
- 経営情報科

## 所在地
- 〒881-0023 宮崎県西都市大字調殿880番地

## 沿革
- 1963年（昭和38年） - 宮崎県立妻高等学校から商業科が分離独立し開校。
- 1989年（平成元年） - 商業科5学級のうち2学級を情報処理科に学科改編。
- 2017年（平成29年） - 生徒募集を停止。
- 2018年（平成30年） - 宮崎県立妻高等学校と統合し、（新）宮崎県立妻高等学校を設置（敷地は妻高等学校を活用）
- 2020年（令和2年） - 2月29日に挙行された閉校式は、新型コロナウイルスの感染拡大を受け、規模が大幅に縮小された[1]。3月末で閉校。

## 著名な卒業生
- 0930 - 女性2人組の音楽グループ
- かみちぃ - お笑い芸人(ジェラードン)
- 横山美智子 - プロゴルファー

## 同窓会
同窓会組織として一ツ瀬会がある。